# Dejan Pajić
Dejan Pajić –en serbio, Дејан Пајић– (Šabac, 15 de agosto de 1989) es un deportista serbio que compite en piragüismo en la modalidad de aguas tranquilas. Ganó una medalla de bronce en el Campeonato Mundial de Piragüismo de 2010 y tres medallas en el Campeonato Europeo de Piragüismo entre los años 2012 y 2017.

## Palmarés internacional
| Campeonato Mundial | Campeonato Mundial       | Campeonato Mundial | Campeonato Mundial |
| Año                | Lugar                    | Medalla            | Competición        |
| ------------------ | ------------------------ | ------------------ | ------------------ |
| 2010               | Poznań (Polonia)         | Medalla de bronce  | K2 500 m           |
| Campeonato Europeo |                          |                    |                    |
| Año                | Lugar                    | Medalla            | Competición        |
| 2012               | Zagreb (Croacia)         | Medalla de plata   | K2 500 m           |
| 2015               | Račice (República Checa) | Medalla de bronce  | K1 500 m           |
| 2017               | Plovdiv (Bulgaria)       | Medalla de plata   | K2 500 m           |